# Hall Monoped
Lo Hall Monoped era un aereo da trasporto civile sviluppato dall'azienda statunitensi Hall-Aluminum Aircraft Corporation  nella seconda metà degli anni trenta del XX secolo e rimasto allo stadio di prototipo.

## Storia del progetto
Nel 1935 il capo progettista della Hall-Aluminum Aircraft Corporation, Charles Ward Hall, progettò un velivolo biposto, di costruzione interamente metallica, a uso privato per le proprie esigenze personali. Il nuovo velivolo fu designato Hall Monoped.

## Tecnica
Lo Hall Monoped era un aereo da trasporto civile; monoplano monomotore ad ala alta di costruzione interamente metallica. L'ala era montata alta, realizzata in metallo, e collegata alla fusoliera tramite una serie di montanti.
Il carrello d'atterraggio presentava configurazione a quadriciclo. La ruota centrale Goodyear aveva un diametro di 22 pollici e una larghezza di 10,4 pollici (circa 560x264 mm) e veniva retratta in volo. Vi era inoltre un ruotino posteriore posizionato sotto la coda, e due ruote stabilizzatrici, una sotto ogni ala. L'aereo utilizzava anche un sistema di sterzo con una volante appeso al soffitto della cabina di pilotaggio.
La propulsione era assicurata da un motore in linea Ranger 390 a 6 cilindri raffreddato ad aria erogante la potenza 125 HP ed azionante  un'elica bipala metallica Hamilton-Standard.

## Impiego operativo
L'unico esemplare dell'aereo (X777N) decollò per la prima volta nel 1935. Durante i collaudi l’aereo dimostrò una straordinaria manovrabilità.
Il prototipo precipitò al suolo il 21 agosto 1936 vicino a Hopewell, New Jersey, quando, con ai comandi il suo progettista Charles Hall, in fase di atterraggio si scontrò con un albero, uccidendo il suo progettista e pilota. L'aereo aveva al suo attivo circa 530 ore di volo.

### Fonti
1. 1 2 3 4  Wegg 1990, p. 115.
2. 1 2 3 4 5 6  Уголок неба.
3. 1 2 3  Wegg 1990, p. 114.